# Draba pickeringii
Draba pickeringii är en korsblommig växtart som beskrevs av Asa Gray. Draba pickeringii ingår i släktet drabor, och familjen korsblommiga växter. Inga underarter finns listade i Catalogue of Life.